# 광양 나들목
광양 나들목(Gwangyang IC)은 전라남도 광양시 광양읍 용강리에 설치된 남해고속도로의 13번 교차로(나들목)이다. 나들목 진출입로 및 요금소는 광양읍 목성리와 접하고 있다.
국도 제2호선을 통해 광양읍내로 진출할 수 있다. 아울러 광양항전용1로와 연결되며, 나들목 인근에 있는 세풍 교차로를 통해 국도 제2호선 월전 ~ 세풍간 도로를 경유하여 해룡 나들목에서 남해고속도로 영암 ~ 순천 구간으로 연결된다.

## 연혁
- 1973년 11월 14일 :  남해고속도로 순천 ~ 부산 구간 개통과 함께 통행 개시[1]
- 1996년 3월 22일 : 1997년 12월까지 나들목 요금소 설치를 위해 전라남도 광양시 광양읍 목성리 480m 구간 도로구역 변경[2]
- 1997년 1월 14일 : 1997년 12월까지 나들목 회차로 변경으로 인해 전라남도 광양시 광양읍 목성리 480m 구간 도로구역 변경[3]

## 구조물 정보
- 위치: 전라남도 광양시 광양읍 용강리
- 영업소: 전라남도 광양시 광양읍 백운로 83-21

## 접속하는 도로
- 백운로 (국가지원지방도 제58호선, 지방도 제865호선)
- 광양항전용1로
- 간접 연결 : 국도 제2호선 (충무공로, 세풍 교차로 이용)

## 교통량 정보
| 요금소        | 통행량 (대/일) | 통행량 (대/일) | 통행량 (대/일) | 통행량 (대/일) | 통행량 (대/일) | 통행량 (대/일) | 통행량 (대/일) | 통행량 (대/일) | 통행량 (대/일) | 통행량 (대/일) | 각주  |
| 요금소        | 2001년         | 2002년         | 2003년         | 2004년         | 2005년         | 2006년         | 2007년         | 2008년         | 2009년         | 2010년         | 각주  |
| ------------- | -------------- | -------------- | -------------- | -------------- | -------------- | -------------- | -------------- | -------------- | -------------- | -------------- | ----- |
| 광양 (폐쇄식) | 4,636          | 4,763          | 4,810          | 4,891          | 4,935          | 5,029          | 5,014          | 4,933          | 5,366          | 5,543          | [ 4 ] |
| 요금소        | 2011년         | 2012년         | 2013년         | 2014년         | 2015년         | 2016년         | 2017년         | 2018년         | 2019년         |                | [ 4 ] |
| 광양 (폐쇄식) | 5,748          | 6,951          | 6,986          | 6,954          | 7,635          | 7,720          | 8,155          | 8,020          | 8,170          |                | [ 4 ] |